# ملتويانية
الملتويانية (الاسم العلمي: Spirochaetia) هي طائفة من البكتيريا تتبع الصف .

## التصنيف
تضم هذه الشعبة رتبة وحيدة هي الملتويات. وهناك تصانيف أخرى تورد رتبة أخرى هي البريميات.
- رتبة الملتويات
  - الفصيلة البوريلية
    - جنس البوريليا
- رتبة البريميات تضم فصيلة وحيدة هي:
  - فصيلة نظيرات البريمية
    - جنس البريمية